# 大原慎司
大原 慎司（おおはら しんじ、1985年6月30日 - ）は、茨城県日立市出身の元プロ野球選手（投手）、コーチ。左投左打。

## 経歴

### プロ入り前
小学校4年時に日立南リトルリーグへ入団した後に、日立市立泉丘中学校で軟式野球部に所属。明秀日立高校への進学を機に、投手へ本格的に転向すると、1年時の夏からエースの座を確保した。ただし、在学中には春夏ともに、阪神甲子園球場での全国大会へ出場できなかった。
常磐大学への進学後は、1年春からベンチ入りを果たした。在学中には、関甲新学生野球のリーグ戦で、通算11勝14敗を記録。通算の奪三振率は8.40で、最終シーズンであった4年時の秋季リーグ戦では、防御率0.64という好成績を残した。
大学卒業後の2008年にTDKへ入社。投げ込みを徹底することによって、徐々に頭角を現す。2年目の2009年の日本選手権二次予選では、チームの本大会出場へ貢献するとともに、通算自責点0で最優秀選手賞を受賞。本大会では、大和高田クラブとの初戦に先発したが、6回途中4失点という内容で本領を発揮できなかった。
2010年には、投手陣の柱として、都市対抗や日本選手権の東北大会に登板。チームが本大会への出場を逃した都市対抗には、七十七銀行の補強選手として出場した。ドラフト会議では、横浜ベイスターズから5位指名を受け契約金4000万円、年俸1000万円という条件で契約した（金額は推定）。背番号は41。同期入団に同姓の大原淳也がいたことから、メディアやスコアボードでは大原慎と表記された。

### プロ入り後
2011年は、4月30日に一軍に昇格。5月11日の対読売ジャイアンツ（巨人）戦（東京ドーム）で一軍公式戦初勝利を挙げた。以降の公式戦にも主に左のワンポイント・リリーフとして起用された結果、10月21日にセントラル・リーグ（セ・リーグ）の新人投手による一軍公式戦へのシーズン最多登板記録（69試合）を更新。シーズン最終戦であった10月22日の対巨人戦で登板数が71試合へ達したことによって、1リーグ時代の1942年に林安夫（朝日）が記録した日本プロ野球公式戦での新人投手による（当時の）シーズン最多登板記録に並んだ。このような活躍を背景に新人王の候補にも挙がったが、実際の選考の際には1票も入らなかった。
2012年は、菊地和正の移籍加入や先発要員だった加賀繁の中継ぎ転向などのあおりを受けて、一軍公式戦への登板数が33試合にとどまった。防御率（1.80）こそ前年から大幅に改善したものの、全体としての成績は前年度を大きく下回った。
2013年は、菊地・加賀の不振や藤江均の戦線離脱を背景に、一軍公式戦58試合に登板。藤江に代わってセットアッパーの役割も担ったことから、自己最多の17ホールドを記録した。
2014年は、8月1日の対阪神タイガース戦（阪神甲子園球場）延長10回裏に一軍公式戦シーズン39試合目の登板を果たしたが、1死1・3塁から福留孝介にサヨナラ安打を浴びたことによって敗戦投手になった。大原は2011年7月16日の同カードで黒星を喫して以来、一軍公式戦への登板169試合で無敗を続けていたが、この敗戦によって連続無敗試合数がNPB歴代3位タイ記録で終わった。9月には左肩痛で戦線を離脱。手術を受けずに保存療法で回復を待つ道を選んだが、一軍公式戦への登板数は44試合、防御率は4点台にとどまった。
2015年は、およそ2年間交際していた6歳年下の一般女性と1月23日に結婚。一軍公式戦では、ワンポイント・リリーフを中心に21試合へ登板したが、2年連続で防御率が4点台に達するなど精彩を欠いた。
2016年は、一軍公式戦16試合に登板。ビハインドや大量リードの局面におけるワンポイント・リリーフが中心だったにもかかわらず、防御率（4.97）は前年より悪化した。
2017年は、イースタン・リーグ公式戦26試合に登板。0勝1敗1セーブ、防御率3.70の成績を残したが、プロ入り後初めて一軍公式戦への登板機会はなかった。レギュラーシーズン終盤の9月下旬に戦力外通告を受けたことを機に、現役引退を決意。10月1日付で、正式に引退を発表した。引退に際しては「現役生活一番の思い出」として「プロ一年目に新人記録となる71試合に登板したこと」を挙げている。

### 現役引退後
引退後はDeNAの球団職員に転身。野球振興部員として野球教室などの運営に携わった。
2023年も、ゲームアナリストリーダーとしてチームに在籍していたが、4月11日に投手コーチ補佐兼スコアラー兼マネージャーに異動した事が発表された。背番号は79。
2024年からは、球団スタッフに転身した齋藤隆に代わり、チーフ投手コーチを務める。

## 選手としての特徴・人物

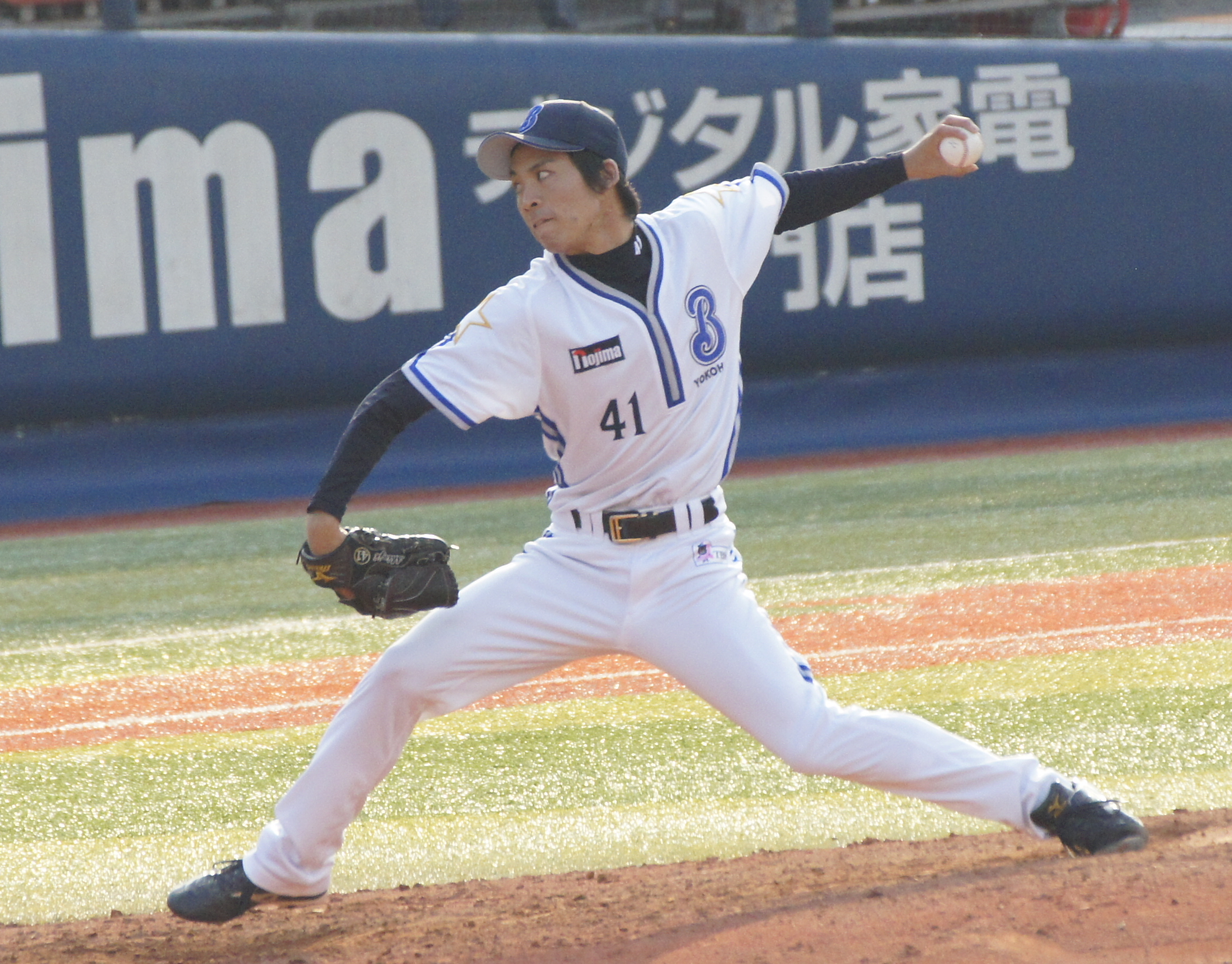
投球フォーム（2011年10月9日、横浜スタジアムにて）

スリークォーターから140km/h前後のストレートと横滑りするスライダーが武器の左腕投手で、スライダーやカーブ・スクリューといった変化球を内外角に投げ分けていた。
体重が65kg前後と細身で、球速もあまり速い方ではなかった。DeNAでの現役時代には、「力で抑え込むタイプではない。相手に嫌がられる投球をしていきたい」と語っている。また、変則右腕（サイドスロー）の中継ぎ投手として横浜で活躍した後に、大原の入団1年目から投手コーチへ転身した木塚敦志から掛けられた「本当にしんどいときこそ、1球1球信念を持て」という言葉が励みになったという。自身が現役を引退した際には、左肩を痛めた2015年を境に投球時の感覚やボールの軌道が発症前と違っていたことを引退の理由に挙げている。

## 詳細情報

### 年度別投手成績
| 年 度     | 球 団     | 登 板 | 先 発 | 完 投 | 完 封 | 無 四 球 | 勝 利 | 敗 戦 | セ 丨 ブ | ホ 丨 ル ド | 勝 率 | 打 者 | 投 球 回 | 被 安 打 | 被 本 塁 打 | 与 四 球 | 敬 遠 | 与 死 球 | 奪 三 振 | 暴 投 | ボ 丨 ク | 失 点 | 自 責 点 | 防 御 率 | W H I P |
| --------- | --------- | ----- | ----- | ----- | ----- | -------- | ----- | ----- | -------- | ----------- | ----- | ----- | -------- | -------- | ----------- | -------- | ----- | -------- | -------- | ----- | -------- | ----- | -------- | -------- | ------- |
| 2011      | 横浜 DeNA | 71    | 0     | 0     | 0     | 0        | 4     | 1     | 0        | 11          | .800  | 184   | 44.1     | 40       | 4           | 15       | 1     | 2        | 36       | 4     | 0        | 19    | 15       | 3.05     | 1.24    |
| 2012      | 横浜 DeNA | 33    | 0     | 0     | 0     | 0        | 1     | 0     | 0        | 5           | 1.000 | 143   | 35.0     | 31       | 2           | 15       | 3     | 0        | 20       | 2     | 0        | 7     | 7        | 1.80     | 1.31    |
| 2013      | 横浜 DeNA | 58    | 0     | 0     | 0     | 0        | 2     | 0     | 2        | 17          | 1.000 | 188   | 48.0     | 32       | 6           | 17       | 1     | 1        | 38       | 1     | 0        | 18    | 16       | 3.00     | 1.02    |
| 2014      | 横浜 DeNA | 44    | 0     | 0     | 0     | 0        | 3     | 1     | 0        | 15          | .750  | 143   | 32.1     | 32       | 1           | 13       | 1     | 2        | 28       | 2     | 0        | 18    | 16       | 4.45     | 1.39    |
| 2015      | 横浜 DeNA | 21    | 0     | 0     | 0     | 0        | 0     | 1     | 0        | 6           | .000  | 65    | 15.2     | 16       | 3           | 2        | 0     | 1        | 13       | 0     | 0        | 7     | 7        | 4.02     | 1.15    |
| 2016      | 横浜 DeNA | 16    | 0     | 0     | 0     | 0        | 0     | 0     | 0        | 1           | ----  | 59    | 12.2     | 15       | 4           | 6        | 1     | 2        | 14       | 0     | 0        | 7     | 7        | 4.97     | 1.66    |
| 通算：6年 | 通算：6年 | 243   | 0     | 0     | 0     | 0        | 10    | 3     | 2        | 55          | .769  | 782   | 188.0    | 166      | 20          | 68       | 7     | 8        | 149      | 9     | 0        | 76    | 68       | 3.26     | 1.24    |

- 横浜（横浜ベイスターズ）は、2012年にDeNA（横浜DeNAベイスターズ）に球団名変更

### 年度別守備成績
| 年 度 | 投手  | 投手  | 投手  | 投手  | 投手  | 投手     |
| 年 度 | 試 合 | 刺 殺 | 補 殺 | 失 策 | 併 殺 | 守 備 率 |
| ----- | ----- | ----- | ----- | ----- | ----- | -------- |
| 2011  | 71    | 2     | 10    | 2     | 1     | .857     |
| 2012  | 34    | 2     | 5     | 0     | 2     | 1.000    |
| 2013  | 58    | 8     | 9     | 0     | 1     | 1.000    |
| 2014  | 44    | 1     | 3     | 0     | 0     | 1.000    |
| 2015  | 21    | 2     | 5     | 0     | 0     | 1.000    |
| 2016  | 16    | 1     | 1     | 0     | 0     | 1.000    |
| 通算  | 243   | 16    | 33    | 2     | 4     | .961     |

### 記録
初記録
- 初登板：2011年4月30日、対読売ジャイアンツ2回戦（横浜スタジアム）、9回表に5番手で救援登板・完了、1回2失点[11]
- 初奪三振：2011年5月1日、対読売ジャイアンツ3回戦（横浜スタジアム）、6回表に亀井義行から空振り三振[12]
- 初ホールド：2011年5月4日、対広島東洋カープ5回戦（MAZDA Zoom-Zoom スタジアム広島）、8回裏無死に6番手で救援登板、1/3回無失点[13]
- 初勝利：2011年5月11日、対読売ジャイアンツ5回戦（東京ドーム）、5回裏2死に3番手で救援登板、1/3回無失点[14]
- 初セーブ：2013年7月6日、対読売ジャイアンツ10回戦(東京ドーム)、9回裏に4番手で救援登板・完了、1回無失点[15]

その他の記録
- 新人シーズン71試合登板：2011年 ※当時新人史上最多[16][注 3]、セ・リーグ新人史上最多[17]

### 背番号
- 41（2011年 - 2017年）
- 123（2019年）
- 79（2023年4月11日 - ）